# Wakefield Country Day School
 (juin 2020).
Pour les articles homonymes, voir Wakefield (homonymie).
Wakefield Country Day School (en français, l'école de village Wakefield) est une école mixte, privée, et non confessionnelle ; située dans le comté de Rappahannock en Virginie, aux États-Unis ; et offrant un enseignement de l'école maternelle (depuis l'âge de trois ans) à la fin du secondaire. Le campus de l'école s'étend sur cinq hectares et est situé dans le village de Flint Hill, à 90 minutes de Washington (district de Columbia). Fondée en 1972, cette école est en activité continue depuis sa création, elle est accréditée auprès de l'association des écoles indépendantes de Virginie (Virginia Independent School Association). C'est le cinquième plus grand employeur dans le comté, l'école compte actuellement environ 150 élèves de Rappahannock et de huit autres comtés — Culpeper, Fauquier, Frederick, Madison, Page, Prince William, Shenandoah et Warren,.
La mission officielle de l'école est « de développer le caractère et l'intellect de chaque élève par une participation active à un curriculum très structuré fondé sur les principes classiques ». Ce curriculum « inculque un amour et une compréhension des réalisations et des fondements moraux de la culture occidentale judéo-chrétienne. » La théorie est qu'une « fois que les élèves ont acquis la reconnaissance de la valeur de leur civilisation et leur nation, leur développement personnel peut avancer sur une base solide en toute confiance. »
Selon ses documents destinés au public, l'école offre « un programme préparatoire aux études universitaires conçu pour former des étudiants qui peuvent écrire avec justesse, possèdent une forte capacité de réflexion critique, et qui sont motivés par un sens des responsabilités éthiques vis-à-vis d'eux-mêmes et vis-à-vis de la communauté au sens large. » La stratégie adoptée par l'école pour y réussir s'inspire de la tradition classique d'enseignement du trivium — dont les sujets sont la logique, la grammaire, et la rhétorique — avec un accent très fort mis sur les études de communication en anglais et en d'autres langues. La taille moyenne des classes est d'environ 12 élèves, ce qui permet aux professeurs d'offrir une attention personnalisée. Le petit nombre d'étudiants permet également à chaque élève de faire partie d'une équipe sportive sans avoir besoin de concourir pour une place dans une équipe.

## Histoire
En 1972, Wakefield fondateur William E. Lynn Jr. fonda cette école parce qu'il souhaitait créer une école privée de style britannique (en) qui serait abordable pour la classe moyenne. Il écrivit les premières éditions des livres de l'apprentissage quotidien de vocabulaire et des biographies des grands hommes, respectivement, « Le mot du jour » et « Les grands 100 ». Il établit aussi des traditions telles que le concours annuel des équipes athlétiques « spartiates » et « athéniens », et il enseignait aussi la grammaire et d'autres sujets de la langue anglaise, à plein temps à l'école. Philippe Cugnon, français et professeur de collège, fut directeur de l'école pendant un an, et puis Lynn reprit ce rôle. Après la mort de Lynn, sa femme Pamela Lynn devint directrice. Ultérieurement, le taux d'inscription des étudiants chuta jusqu'au point où il n'y eut plus que deux étudiants dans une classe pour un niveau donné.
En 1991, alors que l'école était sous la direction d'Allen Sounders, il y eut un schisme dans lequel le conseil d'administration et des professeurs se séparèrent et créèrent une nouvelle école, Wakefield School (en), qui est située à Marshall, une petite ville dans le comté de Fauquier. Par la suite, Mme Lynn relança Wakefield Country Day School avec 50 élèves. Au fil des ans, Wakefield School avait généralement plus d'élèves que WCDS, le taux d'inscription de WCDS se situant vers ou sous 200 élèves. L'école connaissait de nombreuses crises du financement qui menaçaient de l'obliger à fermer, mais elle fut toujours secourue par des dons et des emprunts à long terme de la communauté.
En 2012, Jessica Lindstrom, la lauréate d'une récompense comme professeur de mérite supérieur pour l'année 1991 ; prix attribué par l'association des écoles indépendantes de Virginie, fut nommée par le conseil d'administration de Wakefield comme directrice, remplaçant Kathleen Grove, qui occupa cette position pendant huit ans. Le taux d'inscription culmina en 2014 à plus de 200 élèves.
En 2017–2018, le taux d'inscription était de 180 élèves, dont 90 élèves de l'école secondaire et 17 étudiants internationaux (en), 11 d'entre eux habitaient chez des familles d'accueil et six habitaient sur le campus. Le rapport élèves/professeurs était 11 : 1. Le taux d'inscription chuta par la suite du fait de l'obtention du diplôme d'études secondaires de 25 élèves de terminale et la perte de certains élèves internationaux chinois des écoles canadiennes, australiennes et chinoises.
En avril 2019, le conseil d'administration surprit la communauté de Wakefield avec une lettre avertissant que l'école serait contrainte de fermer ses portes à moins qu'une somme énorme soit réunie en quelques semaines, et qu'à long terme, elle aurait besoin d'accueillir au moins deux cents élèves pour survivre. Un petit nombre de mécènes acceptèrent en quelques heures de prêter à l'école des centaines de milliers de dollars sans intérêt. Paul F. Larner, ancien élève de Tandem Friends School (en) et ancien directeur administratif et financier de Charles E. Smith Co. (en), dont le fils est diplômé de Wakefield, devint président du conseil, en remplacement de l'ancien élève Brett Hayes à la suite d'une débâcle en matière de relations publiques,.
Larner émit l'opinion que l'administration de l'école doit arrêter sa « fixation excessive sur 110, 120, 150, 180 » ou d'autres taux d'inscription, et d'éviter de se fier et de dépendre entièrement des élèves internationaux pour « son seul salut ». À son avis, l'école doit aspirer « à être jugée par l'éducation que nous assurons ainsi que par l'environnement que nous créons pour nos familles ». Il dit aussi que Wakefield doit atteindre les gens du comté de Rappahannock « qui ont beaucoup de ressources, et qui tiennent des positions prééminentes, et parfois une stature nationale, qui ne connaissent probablement pas Wakefield. » Au sujet des bâtiments scolaires, il fit la remarque suivante :
« Wakefield ne va pas se vendre sur la base de ses installations. Lorsque des personnes franchissent notre porte et ressentent le dévouement et la gentillesse ainsi que notre engagement envers l'éducation. Dans un sens, nos installations dans leur état actuel sont assez utiles pour notre marketing parce qu'elles envoient le message que nous dépensons de l'argent pour la qualité de notre enseignement — les professeurs, la faculté, et ainsi de suite — plutôt que pour la construction des nouveaux édifices monumentaux. »
En février 2020, le conseil d'administration annonça qu'après une longue délibération, Patrick M. Finn avait été choisi unanimement pour être le prochain directeur de l'école, à partir du 1er juillet. Auparavant, M. Finn travailla comme entraîneur, professeur et administrateur dans les écoles The Canterbury School (en), St. Timothy's School (en), ainsi que Foxcroft School (en). L'ancienne directrice Jessica Lindstrom, qui avait occupé cette fonction pendant huit ans et informé le conseil en automne 2019 de son intention de quitter ses fonctions, loua l'expérience de Finn comme directeur dans des écoles indépendantes et dit, « Je vois un avenir brillant à WCDS et sors de l'école en sachant qu'elle est entre bonnes mains . »
En février 2020, un groupe d'élèves de Wakefield parcourut le nord de l'Italie et le sud de la France durant un voyage de 10 jours, passant aussi par la Suisse pour visiter le CERN, où se trouve l'accélérateur de particules le Grand collisionneur de hadrons, et puis revenant aux États-Unis. En raison des inquiétudes à propos de la pandémie de Covid-19 en Italie, l'école fut fermée par la directrice Lindstrom pendant une semaine pour un nettoyage en profondeur. Wakefield fut rouverte, mais refermée de nouveau par le gouverneur de Virginie Ralph Northam et passa à formation à distance.
Bien que l'école soit actuellement organisée comme une société à but non lucratif, la famille Lynn fut toujours impliquée dans sa gouvernance. Welby Lynn Griffin, la fille des fondateurs et professeur de latin, d'histoire, et d'anglais à l'école, siège sur le conseil d'administration comme représentante familiale. Le conseil inclut aussi des représentants des enseignants, des anciens élèves, et des parents d'élèves.

## Enseignement

### Curriculum de base d'école préparatoire
L'école secondaire supérieure, ou l'école préparatoire de base, est un programme de 28 crédits suivant la tradition classique. Le curriculum fait la part belle à l'anglais, aux mathématiques, à l'histoire, ainsi qu'aux langues étrangères classiques et vivantes. Un diplôme d'études classiques approfondies est disponible avec 32 crédits, y compris quatre crédits supplémentaires en mathématiques, en sciences, et en langues étrangères. Le latin et la recherche, l'écriture, la présentation, et la soutenance d'une thèse sont nécessaires pour obtenir un diplôme. Les élèves font également un stage avec des professionnels locaux qui est obligatoire pour l'obtention du diplôme.
Deux périodes quotidiennes de cours pour les élèves de tous niveaux sont consacrées à l'enseignement de l'anglais, comprenant la littérature, la rédaction, le vocabulaire, et la grammaire. Historiquement, le français y est enseigné depuis la maternelle, même si en 2019, la directrice des admissions et du développement parla de l'enseignement de l'espagnol de l'école élémentaire et l'enseignement du français, de l'espagnol, du latin, et du grec aux élèves plus âgés. De plus, l'école offre un programme facultatif d'instruction religieuse catholique aux élèves de tous les niveaux.

### Conseils de collège
Les élèves commencent leur processus de conseils d'orientation pour les études universitaire dès la sixième. Au cours des quatre prochaines années, ils rencontrent leur conseiller afin de discuter de leurs études post-bac, passent des épreuves telles que la PSAT (en), l'ACT Inspire (en) et les épreuves de placement à un niveau avancé (en) qui sont appropriées. Ils remplissent des questionnaires, des CVs, et des auto-évaluations; écrivent des compositions d'inscription (en) simulées, participent à des simulations d'entretien (en), et rencontrent des représentants d'admission d'université qui visitent le campus. Ils sont également encouragés à participer à des activités extra-scolaires.
Tous les élèves posent leurs candidatures au moins pour deux universités. 90 % sont acceptés dans les grandes écoles ou les universités de leur premier choix. En tant que groupe, les diplômes de WCDS reçoivent entre un et deux millions de dollars en bourse d'études.

### Membres auxiliaires du corps professoral
À l'automne 2019, Wakefield Country Day School annonça les premiers professeurs associés de l'histoire de l'école. Ce groupe inclut plusieurs éminents résidents, y compris : la directrice générale à la Banque mondiale Caroline Anstey (en), l'investisseur, financier et homme d'affaires Charles T. Akre (en), l'ancien chef d'orchestre de la fanfare de la Marine des États-Unis (United States Marine Band) John R. Bourgeois (en), le juge de la Cour de taxation des États-Unis (United States Tax Court) Joseph H. Gale (en), l'actrice Louise Caire Clark (en), et le greffier (en) de la Chambre des représentants des États-Unis Jeff Trandahl (en). Selon M. le président Larner, tous les 35 professeurs associés sont « des personnes bien en vue et remarquables » dans leur carrière.
Ces membres auxiliaires partagent leurs connaissances avec les élèves par des séminaires et des colloques, en tant que membres des jurys de thèse, et par des stages. Ils également prennent la parole au Forum de Wakefield (Wakefield Forum), qui offre le public l'occasion d'entendre les membres discuter des sujets et s'engager du dialogue experte.

## Financement et frais de scolarité
De mai à novembre 2019, des bienfaiteurs firent don à l'école de plus de deux millions de dollars pour des frais de scolarité et pour soutenir des opérations. Cela comprend 1,2 million de dollars en bourses scolaires pour financer 25 élèves pour trois ans d'études.
Selon l'école, toutes les familles ayant des besoins financiers confirmés se voient octroyées une assistance via des bourses ou des aides financières. La plupart d'entre elles l'acceptent et inscrivent leurs enfants, en trouvant l'aide suffisante pour subvenir à leurs besoins. En 2020, 65 % des élèves de Wakefield reçurent une forme de mesure de soutien financier. Toutefois, l'école note, « Aucune famille à WCDS ne reçoit une aide totale. On attend à ce que toutes les familles paient quelque chose pour l'éducation de leurs enfants ».

## Traditions
Les tradiions de WCDS incluent des réunions hebdomadaires (dans lesquelles le directeur fait des annonces devant toute l'école); le jeu concours qui porte sur la maîtrise du latin, le Certamen; la réunion des utilisateurs de latin, la convention latine (Latin convention); le récital classique; le festin du Seigneur des anneaux; et le banquet moyenâgeux. Tous les élèves de 7e et 8e vont en Angleterre pour approfondir leur connaissance de l'histoire de la Grande-Bretagne. Les lycéens voyagent en Italie (pour étudier la culture classique), en France, en Espagne, ou en Argentine (pour une immersion linguistique), ou à Budapest (Modélisation des Nations Unies).
Des traditions britanniques, telles que l'utilisation de démérites (en) et de préfets élus pour le maintien de la discipline, sont pratiquées. Par exemple, les préfets peuvent être chargés de superviser leurs camarades de classe en cas d'absence de l'enseignant. Ensemble, les préfets forment une cour pour interroger les élèves qui sont soupçonnés d'avoir enfreint le code d'honneur academique (en). Des élèves plus âgés guident les plus jeunes par des programmes tels que les Ambassadeurs de la langue (Language Ambassador, dans lequel un élève aide un camarade plus jeune à étudier une langue), les compagnons de lecture (Reading Buddies, dans lequel un élève et un de ses camarades lisent ensemble), et les compagnons d'autobus (Bus Buddy, dans lequel un élève accompagne un camarade plus jeune entre l'arrêt de l'autobus scolaire et sa salle de classe).
Les élèves portent un uniforme, le mercredi, jour de la réunion hebdomadaire, ils portent l'uniforme officiel de l'école. L'école se fixe de nombreux objectifs, notamment celui « de décourager l'expression superficielle de « l'individualité » au détriment du développement positif et substantif de la personnalité unique de chaque élève ». Elle encourage les élèves « à se concentrer sur l'apprentissage et sur leurs résultats scolaires sans être distrait par des préoccupations vestimentaires ». Le but étant de faire en sorte que les élèves « se sentent propres, bien habillés, et attractifs » et de renforcer « l'identification à l'école, le sens de l'appartenance à la communauté, le sentiment de fierté d'appartenir à l'école, et de renforcer la sécurité scolaire » les élèves du fait du port de cet uniforme sont facilement identifiables comme faisant partie de l'école.
D'autres traditions incluent les pièces de théâtre de Noël et du printemps,. Une courtoisie requise dans le passé demandait à tous les élèves de sexe masculin de se lever lorsqu'une femme entrait dans la pièce ; cette règle fut révisée et désormais tous les élèves, quel que soit leur sexe, doivent se lever lorsqu'un adulte femme ou homme, entre dans la pièce dans laquelle ils se trouvent.

## Élèves illustres
L'un des élèves illustres de Wakefield fut Leonard M. Cowherd III, diplômé de l'Académie West Point ; qui fut troisième de sa classe dans l'école de blindage de l'Armée de Terre des États-Unis (en) (United States Army Armor School) ; et devint un sous-lieutenant de l'Armée de Terre des États-Unis. Lorsqu'il était en poste à l'étranger pendant la Guerre d'Irak, il écrivit une série d'articles de journaux relatant ses expériences et ses observations comme commandant de escadron de chars,. Dans sa dernière lettre au journal de sa ville natale (en), il écrivit qu'il était fier de les soldats de sa compagnie de chars ; mais que malheureusement, pour des raisons de logistique, il ne pourrait plus rédiger d'articles ; et qu'il avait hâte de revenir au plus vite à Culpeper. Lors du mission à Kerbala dans laquelle il sécurisait un bâtiment près de la mosquée Mukhayam pendant un assaut, il reçut des tirs ennemis de tireurs embusqués et de lance-grenadiers, et fut tué.
Suite cet évènement tragique, M. Cowherd fut presenté dans le documentaire de Bill Couturié, Les dernières lettres à la famille (en) (Last Letters Home). Une bourse d'études fut établi en sa mémoire.
Un autre élève illustre fut Jacob G. Foster, qui se classe comme numéro un mondial aux tests de classement avancé, tests de littérature française, de calculus, de l'historie européen de la période moderne, de biologie, de latin, de physique, et d'autres sujets ; il obtint la note maximale de 1600 au test de l'aptitude scolaire (SAT) ; il fut accredité de la bourse d'études Rhodes et plus tard devint un physicien-mathématicien et il est désormais également un sociologue reconnu,,.